# Oxytropis lambertii
Oxytropis lambertii är en ärtväxtart som beskrevs av Frederick Traugott Pursh. Oxytropis lambertii ingår i släktet klovedlar, och familjen ärtväxter.

## Underarter
Arten delas in i följande underarter:
- O. l. articulata
- O. l. bigelovii
- O. l. lambertii

## Bildgalleri

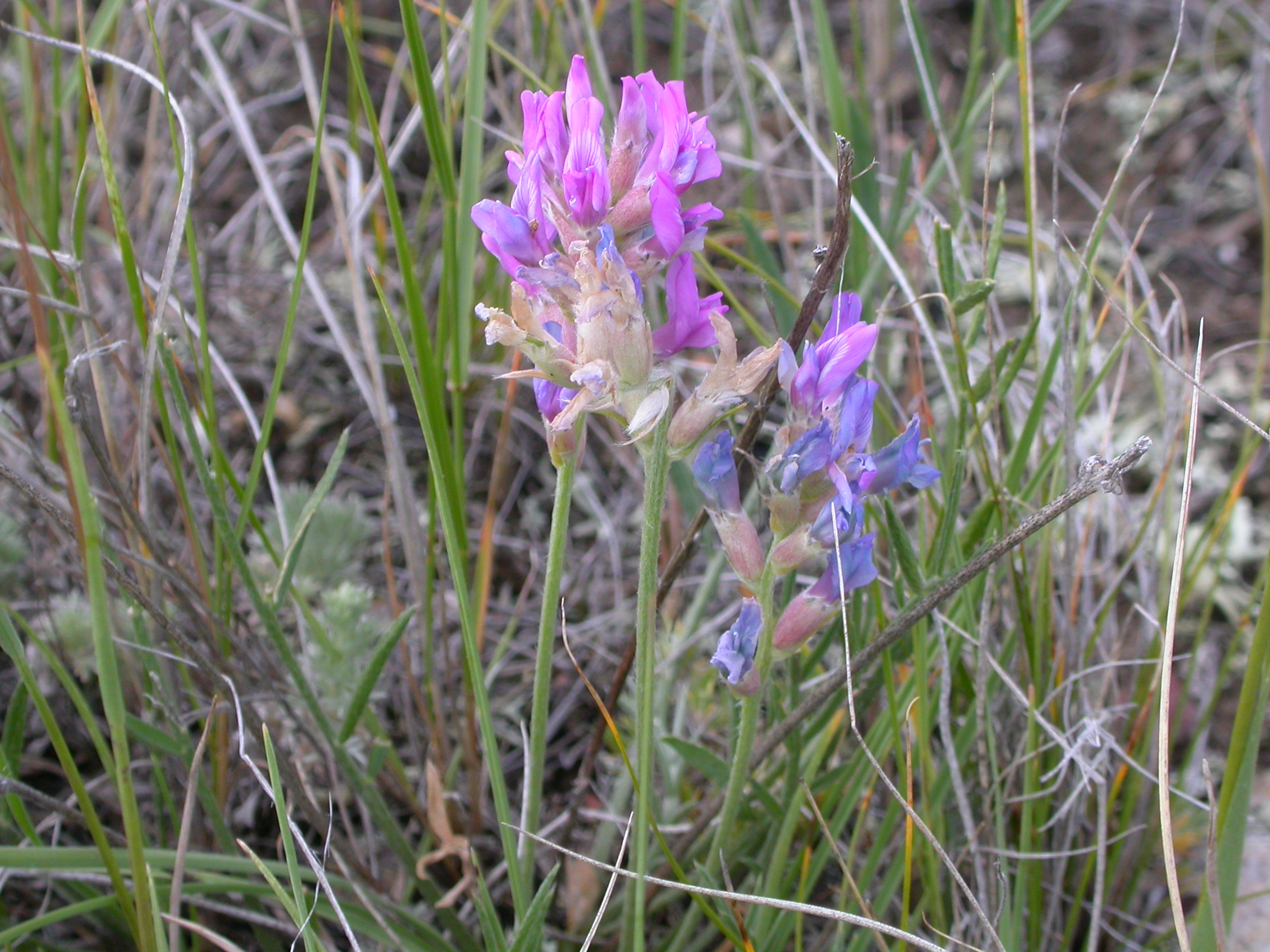
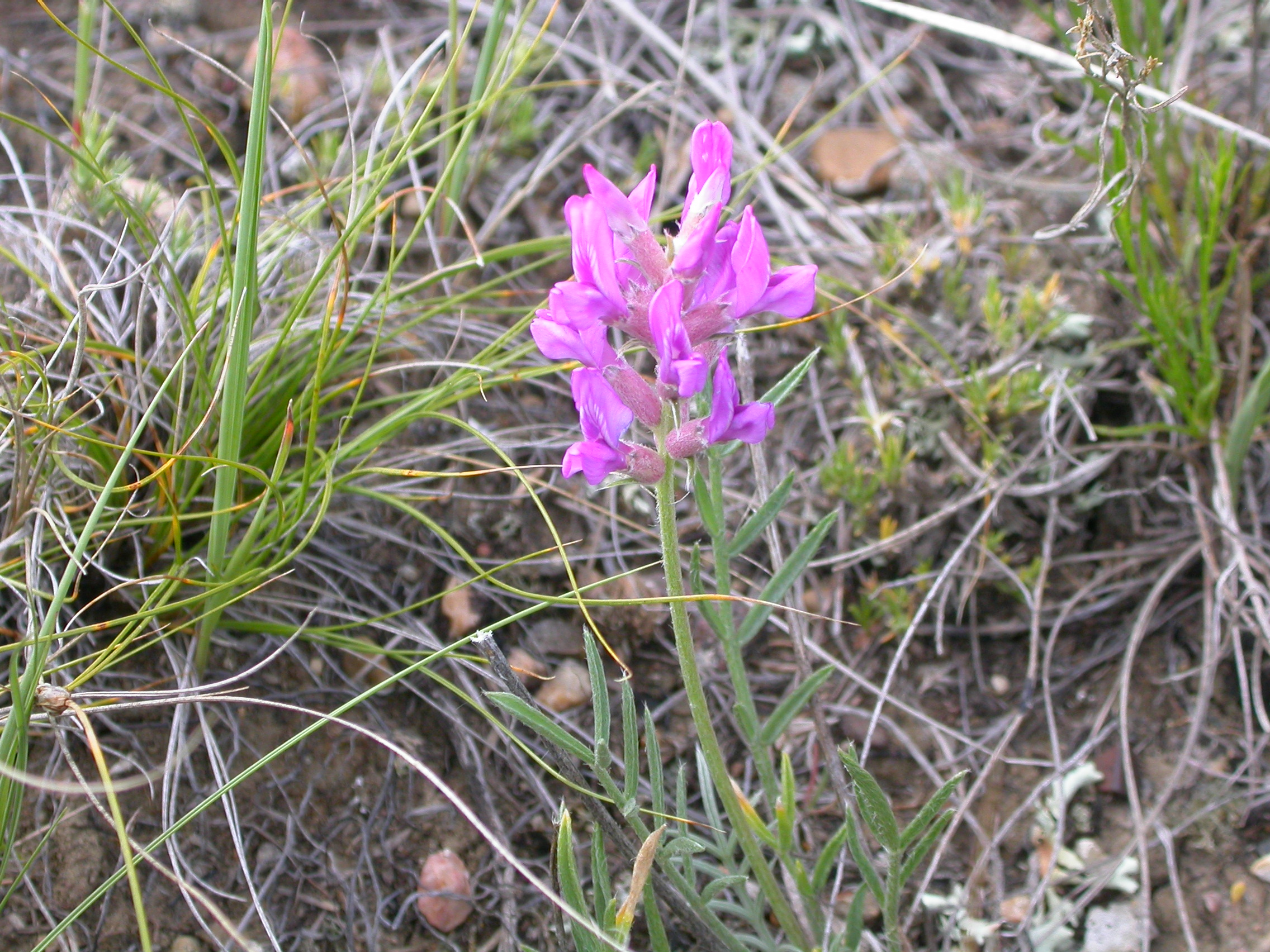
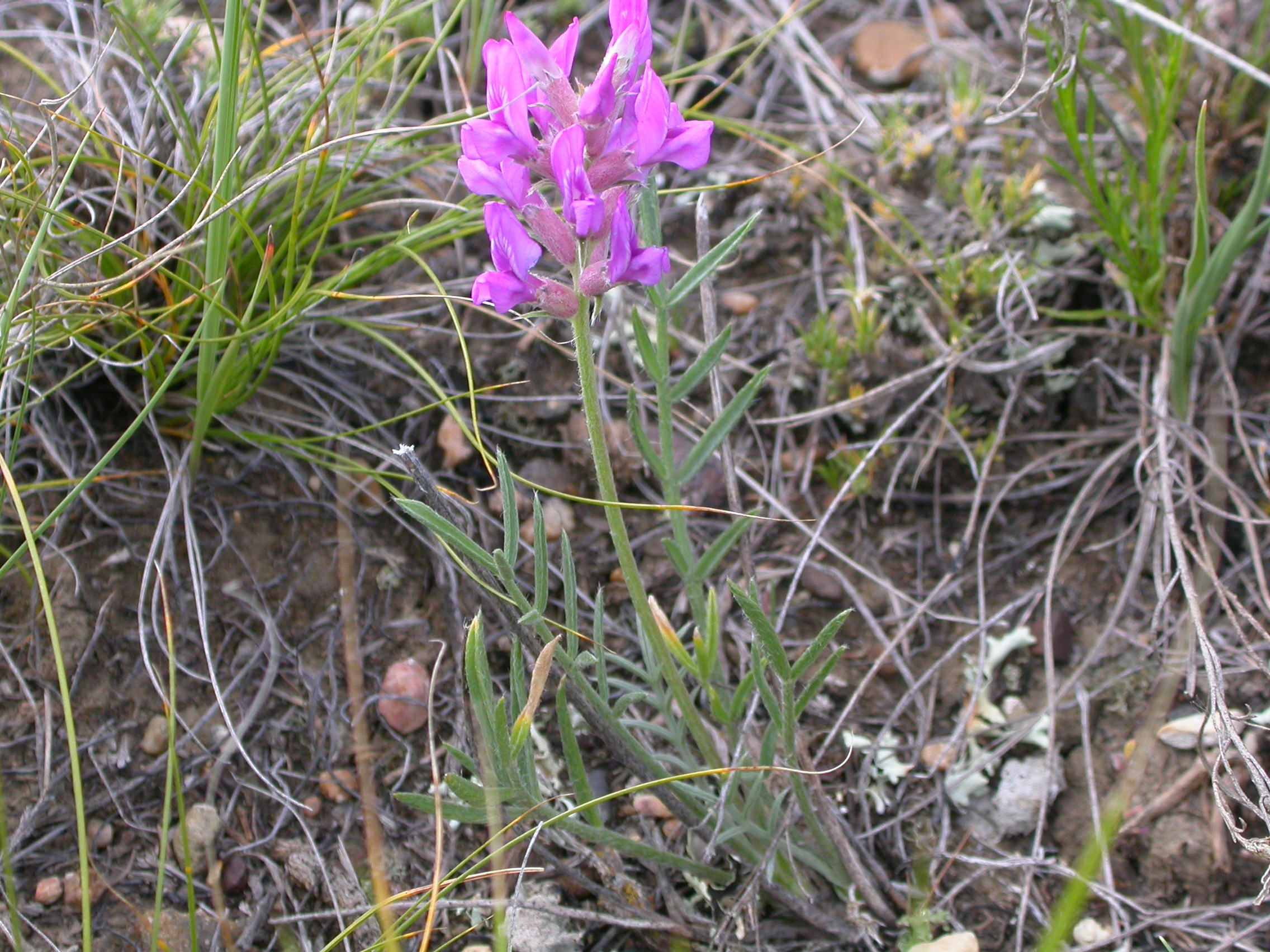
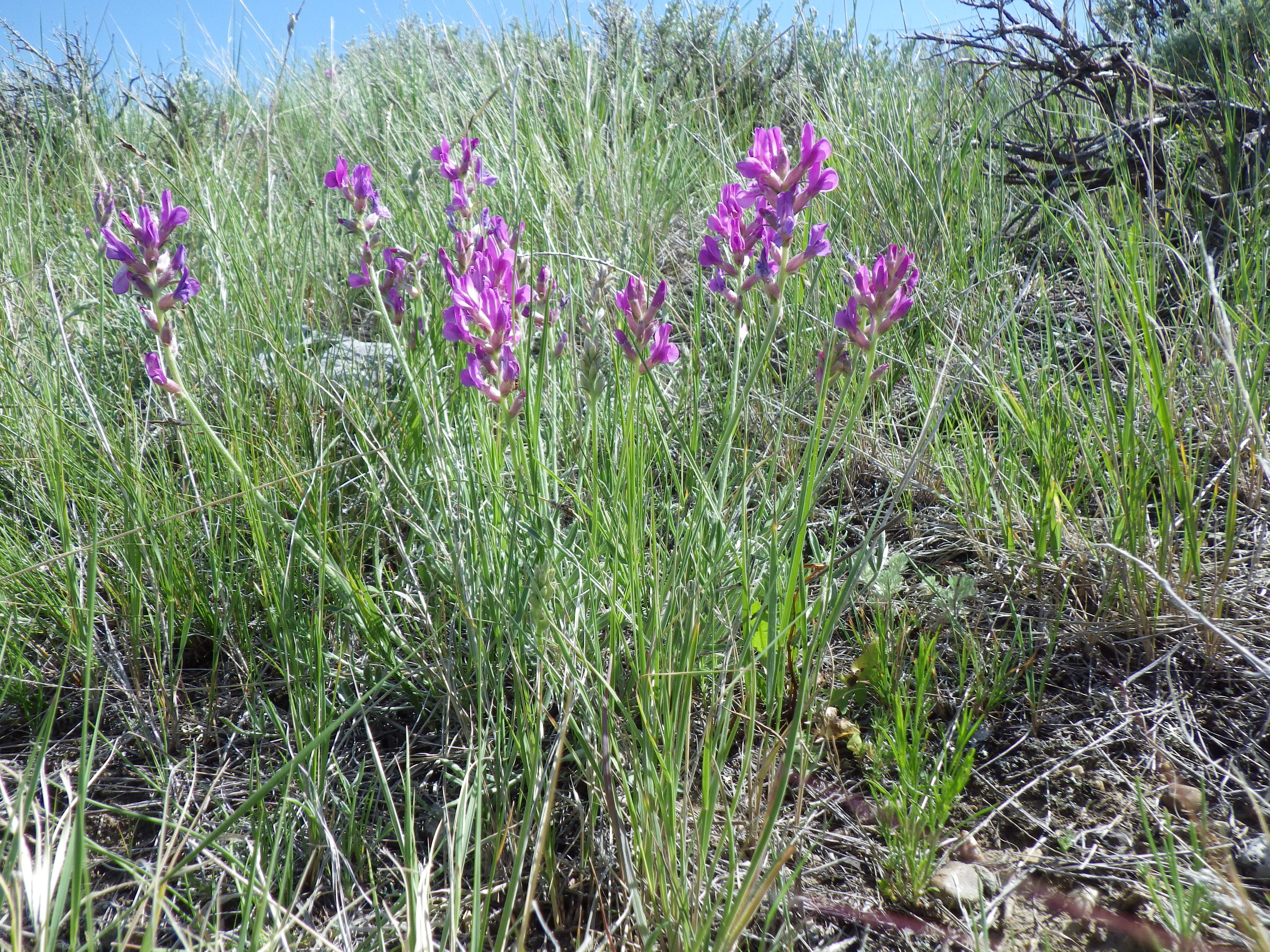